# Arbeitskreis für moderne Sozialgeschichte
Der Arbeitskreis für moderne Sozialgeschichte ist ein geschichtswissenschaftliches Diskussionsforum, das heute als Verein organisiert ist und sich die kritische Auseinandersetzung mit Fragen der modernen Sozialgeschichte, besonders der Strukturwandlungen der Gesellschaft seit dem 18. Jahrhundert, zum Ziel gesetzt hat.
Der Arbeitskreis wurde 1957 von Werner Conze in Heidelberg gegründet und stützte sich auf dessen Konzept von Sozialgeschichte als Strukturgeschichte. Er war anfangs angebunden an das in Heidelberg neu gegründete Institut für Wirtschafts- und Sozialgeschichte. Zunächst waren nur wenige etablierte Historiker wie Otto Brunner und Theodor Schieder beteiligt, Nachwuchshistoriker wie Reinhart Koselleck, Wolfgang Köllmann, Wolfram Fischer und Wolfgang Zorn stießen bald hinzu. Seit 1962 veröffentlicht der Arbeitskreis Forschungsergebnisse in der Reihe Industrielle Welt.
Der Arbeitskreis bemüht sich um die interdisziplinäre Zusammenarbeit von Sozial- und Wirtschaftsgeschichte, Kultur-, Religions-, Rechts- und Verfassungsgeschichte sowie den Austausch mit benachbarten Sozialwissenschaften. Zu den Rahmenthemen, die der Kreis sich selbst setzt, gehörten in den 1970er Jahren „Arbeiter und Arbeiterbewegungen“ und in den 1980er Jahren die „Sozialgeschichte der Familie“ sowie die „Geschichte des Bildungsbürgertums“. Während der 1990er Jahre diskutierte der Kreis vor allem die „Sozialgeschichte Europas im 20. Jahrhundert“ und in den 2000er Jahren „Arbeit in globaler Perspektive“. Seit 2014 beschäftigt er sich mit dem Oberthema „Kapitalismus“.
Dazu veranstaltet der AK regelmäßige Tagungen, derzeit je eine Frühjahrs- und Herbsttagung am Zentrum für Zeithistorische Forschung in Potsdam. Die Vorsitzende ist Ulrike von Hirschhausen, Universität Rostock, ihr Stellvertreter ist Sebastian Conrad, FU Berlin.
Der Arbeitskreis gilt einerseits als „innovatives Minderheitenphänomen“ in der deutschen Geschichtswissenschaft der Nachkriegszeit, andererseits als wichtiger Faktor zur Entwicklung sozialgeschichtlicher Ansätze, die sich seit den 1960er Jahren etablierten. Auch das von Otto Brunner, Werner Conze und Reinhart Koselleck herausgegebene Grundlagenwerk, das Lexikon „Geschichtliche Grundbegriffe“, haben die Mitglieder des Arbeitskreises konzeptionell entwickelt und maßgeblich geschrieben.